# Torn and Frayed
Torn and Frayed är en låt skriven av Mick Jagger och Keith Richards som lanserades 1972 på The Rolling Stones dubbel-LP Exile on Main St.. Låten går i countryrockstil och återfinns som andra spår på skivsida B, den sida på albumet som innehöll country och folkinspirerad musik. Tillsammans med "Sweet Virginia" är den albumets mest renodlade countrylåt. Al Perkins medverkar med pedal steel guitar på låten och kompletterar Richards akustiska gitarrspel. Nicky Hopkins medverkar på piano och Jim Price på elorgel. Inspelningen av låten skedde i Los Angeles.
Låtens text följer en kringresande bohem och gitarrist som uppträder på slitna klubbar och bordeller, och vars jacka är gammal och sliten, därav titeln "torn and frayed".